# ヴェスレイ・ソンク
ヴェスレイ・ソンク（Wesley Sonck, 1978年8月9日 - ）は、ベルギー王国オースト＝フランデレン州ニノーヴェ出身の元同国代表サッカー選手、現サッカー指導者。現役時代のポジションはFW（センターフォワード）。弟のケヴィンもサッカー選手。

## 経歴

### 初期
オースト＝フランデレン州ニノーヴェに生まれ、地元のKVKニノーヴェで7歳の時にキャリアを始める。その後、国内トップリーグのRWDモレンベークと契約し、1997-98シーズンにプロ初出場を飾る。
翌シーズンからKFCジェルミナル・エケレンに籍を移し、KベールスホットVACと合併して誕生したKFCジェルミナル・ベールスホットでも引き続きプレー。2000年にはKRCヘンクへ移籍する。なお、同時期に出身地であるニノーヴェの地方議会選挙に社会党・別から出馬して660票で当選しているが、この移籍が原因で活動することはなかった。
ヘンクでは加入1シーズン目から相手の脅威となる。2シーズン目の2001-02シーズンはセフ・フェルホーセン新監督の下で新加入のムムニ・ダガノとコンビを組んでクラブをリーグ優勝に導くと共に、自身はクラブレコードとなるリーグ戦30ゴールを挙げ得点王、ベルギー・ゴールデン・シュー、ベルギー・プロフェッショナル・フットボール・アワード年間最優秀選手部門に輝き、相方のダガノはエボニー・シューに選出された。
続く2002-03シーズンは、22得点で2シーズン連続で得点王のタイトルを獲得。これらの活躍から、2010年にベルギーのヘット・ラーツテ・ニウス紙上で行われた読者による投票で2000年から2010年までのクラブ最高選手に選出されている。

### アヤックス
ヘンクでの活躍によってセリエAのSSラツィオ、ニコス・マフラスやミドの後釜としてエールディヴィジのアヤックス・アムステルダムから関心を寄せられ、2003年7月7日に移籍金500万ユーロでアヤックスと5年契約を締結する。ベルギーリーグで2シーズン連続得点王となった実績から、移籍決定時には恩師のフェルホーセン監督やフランキー・ヴァン・デル・エルスト監督からオランダでも変わらず得点を量産できると評されていた。しかしベルギー時代の慣れ親しんだ4-4-2システムと異なる4-3-3システムが採用されており、ロナルド・クーマン監督によって主に不慣れな右ウイングとして起用されたことで苦戦した。
それでも9月13日のRKCヴァールヴァイク戦で初得点を記録すると、5月2日のFCズヴォレ戦でのハットトリックを達成、10月のヴィレムII戦では2アシストを記録した。最終的にリーグ戦9得点を挙げクラブの優勝に貢献する。UEFAチャンピオンズリーグ 2003-04では、母国のクルブ・ブルッヘKV相手に2得点を挙げ国際舞台でも存在感を示した。
翌2004-05シーズンは開幕から数試合控えに回っていたが、移籍市場最終日にセンターフォワードのレギュラーを務めるズラタン・イブラヒモヴィッチが退団するとクーマン監督によって後釜に据えられる。イブラヒモヴィッチが去った最初の試合である9月12日のADOデン・ハーグ戦、19日のFCデン・ボス戦で先発に起用されるが精彩を欠く。オランダ中の新聞からアヤックスには不適格との烙印を押され、続くローダJC戦でヤニス・アナスタシウに先発の座を奪われた。
次戦もスタメン落ちすると、報道陣に「何故、ヤニスが2試合も起用されたかのが理解出来ない」と不満を漏らし、「オランダ人は常に4-3-3システムでなくてはならないと思っているが、自分はヘンクでダガノとプレーしていたようにアナスタシウと共にプレーをしたい」と自身が得意とする2トップでのプレーを望んだ。しかしその後もシステムの変更は行われず、また前シーズンに務めた右ウイングには新加入のマウロ・ロサレスの存在があったために出場機会は限定されたものだった。

### ボルシア・メンヒェングラートバッハ
2005年1月13日にドイツ・ブンデスリーガのボルシア・メンヒェングラートバッハへ買い取りオプション付きでシーズン終了まで期限付き移籍する。2004-05シーズン終盤の4月21日には、足の付根を手術するためにシーズン残りを欠場することが決定。7試合出場2得点に留まるが、5月9日に移籍金230万ユーロでの完全移籍を勝ち取った。
しかし翌2005-06シーズンは、開幕前のPSVアイントホーフェンとの親善試合で相手DFのヴィルフレート・ボウマと衝突した際に肋骨を3ヶ所骨折したことで出遅れる。加えて鼠径部の手術により復帰が遠退いたが、2006年1月27日のFCバイエルン・ミュンヘン戦 (1-3) で復帰後及びシーズン初出場にして得点を挙げた。
翌2006-07シーズンも負傷に見舞われると、2ヶ月後の10月に戦列に復帰する。出場機会が限られる中、2007年2月7日のトレーニング中に同僚のカエと口論に発展し、翌日にヨス・ルフカイ監督から罰金とBチームへの降格処分を言い渡された。騒動後すぐさま自身の過ちを認めて謝罪し処分は解除されたが、17日のボルシア・ドルトムントとの一戦を最後に出番が訪れることはなく、クラブは2部へと降格した。

### クルブ・ブルッヘ
2007年8月20日にボシュコ・バラバンやジャンヴィオン・ユル＝マトンドの後釜としてクルブ・ブルッヘKVと2年契約を締結し、4年ぶりに故郷ベルギーへ戻った。
加入初年度は、序盤の6試合で3得点こそ記録したものの、その後の負傷による離脱や度々システムを変更したことからフランソワ・ステルシェル、ドゥシャン・ジョキッチの後塵を拝する。21試合6得点の結果に終わり、翌シーズンは自身の得意とする4-4-2のシステムでの多くのプレーを望んだ。
その2008-09シーズンは、開幕前に前シーズンのチーム最多得点者ステルシェルが逝去する。自身の望む4-4-2のシステムをジャッキー・マタイセン監督が採用したことで新加入のジョセフ・アクパラとコンビを組んで14得点を挙げる。翌2009-10シーズンにアドリー・コスター監督が就任すると、新システムを採用した影響により開幕からの2試合とも途中出場に限定され、その後も状況は好転せずベンチを温めることが多くなる。シーズン終了後にクラブの首脳陣から契約延長を求められ自身も応じるつもりだったものの、コスター監督の構想外だったために退団することが決定した。

### 現役晩年
2010年8月24日にベルギー1部のリールセSKに2年契約で加入する。同クラブでの初得点はオーバーヘッドキックによるものだった。2011-12シーズン終盤に契約交渉を行うも、金銭面で折り合いがつかなかったためシーズン終了後に退団。数ヶ月の無所属を経て、10月23日に昇格組のワースラント＝ベフェレンと2012-13シーズン終了までの契約を締結した。
2014年1月21日にオースト＝フランデレン州地区のベルギー5部所属クラブであるKEアッペルテレ＝アイヘムと契約。主将を務める実弟ケヴィンと共にプレーした。3月18日に契約満了となる2013-14シーズン終了を以って現役を引退する意向を表明し、4月27日に行われた現役最後の試合で得点を記録した。

### 代表
2001年5月22日に2002 FIFAワールドカップ・ヨーロッパ予選のラトビア戦とサンマリノ戦へ向けてロベール・ヴァサイジュ監督によってベルギー代表に初招集される。6月2日のラトビア戦 (3-1) でエミール・ムペンザに代わって75分から初出場を飾り、6月6日のサンマリノ戦 (4-1) で初得点を挙げた。2002 FIFAワールドカップでは、国内リーグ得点王だったにもかかわらずベスト16までの全4試合途中出場だったが、ロシア戦で得点を挙げ、チームのグループリーグ突破に貢献した。
その後、クラブでの負傷の影響から代表を遠ざかっていた時期もあったが、2008年10月15日に行われたスペインとの2010 FIFAワールドカップ・ヨーロッパ予選で先制点を挙げ、イケル・カシージャスとペペ・レイナによって作り上げられていたEURO2008からの無失点記録を710分で途絶えさせる。2011年10月10日に、自身がプレーするレベルにはないとの理由で54試合24得点を記録した代表からの引退を表明、2009年末のカタール戦が最後に得点した試合であり、最終出場は2010年3月のクロアチア戦であった。

### 指導歴
現役引退後は解説者と指導者の二足の草鞋を履いている。2017年8月3日よりU-18ベルギー代表を率い。2020年3月14日には同代表のU-19チームに昇格することが発表された。

## 代表歴

### 出場大会
- ベルギー代表
  - 2002 FIFAワールドカップ

### 試合数
- 国際Aマッチ 55試合 24得点（2001年-2010年）[52]

| ベルギー代表 | 国際Aマッチ | 国際Aマッチ |
| 年           | 出場        | 得点        |
| ------------ | ----------- | ----------- |
| 2001         | 7           | 1           |
| 2002         | 13          | 5           |
| 2003         | 8           | 6           |
| 2004         | 6           | 2           |
| 2005         | 0           | 0           |
| 2006         | 3           | 1           |
| 2007         | 2           | 1           |
| 2008         | 8           | 6           |
| 2009         | 7           | 2           |
| 2010         | 1           | 0           |
| 通算         | 55          | 24          |

## タイトル
クラブ
ヘンク
- ジュピラー・リーグ : 2001-02

アヤックス
- エールディヴィジ : 2003-04

個人
- ベルギー・ゴールデン・シュー : 2001
- ジュピラーリーグ得点王 : 2001-02（30得点）, 2002-03（22得点）
- ベルギー・プロフェッショナル・フットボール・アワード年間最優秀選手部門 : 2001-02